# 萊氏伴麗魚
萊氏伴麗魚（學名：Hemichromis letourneuxi），為輻鰭魚綱鱸形目隆頭魚亞目慈鯛科的其中一種，分布於非洲北部至塞內加爾的淡水、半鹹水流域，體長可達11.9公分，棲息在植被生長的平原溪流、湖泊、沼澤、潟湖等水域，能忍受鹽度變化，屬肉食性，具有侵略性，成魚會守護巢及仔魚。

## 外部連結
維基物種上的相關：萊氏伴麗魚